# 육모술

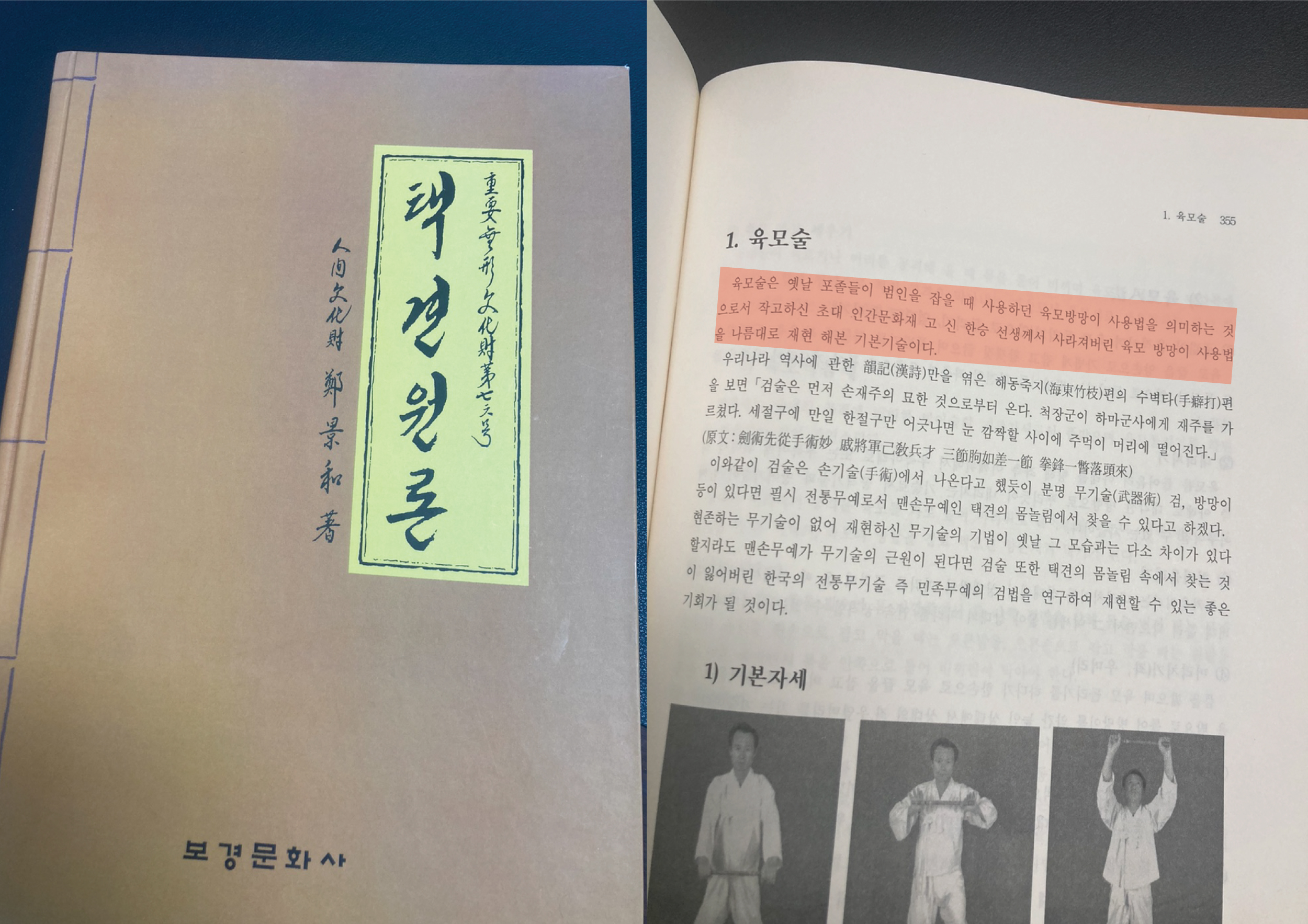
택견원론(2005), 정경화

육모술이란 용어가 처음 등장한 것은 2005년 1월 5일 발간된 택견 예능 보유자 정경화의 저서 [택견원론]에서다.
예능 보유자가 저술한 택견 책에 육모술이 소개되어 있으니 '육모술은 택견의 무기술인가?'라는 오해를 불러올 수 있으나. 육모술은 택견과 관련이 없다.
[택견원론]에서 역시 "육모술은 옛날 포졸들이 범인을 잡을 때 사용하던 육모방망이 사용법을 의미하는 것으로서 작고하신 초대 인간문화재 고 신한승 선생께서 사라져 버린 육모방망이 사용법을 나름대로 재현해 본 기술이다"라고 기술하고 있다.
즉, 육모술은 초대 인간문화재인 신한승이 현대에 창작한 무기술일 뿐 택견의 수련체계나 동작은 아니다.

## 논란

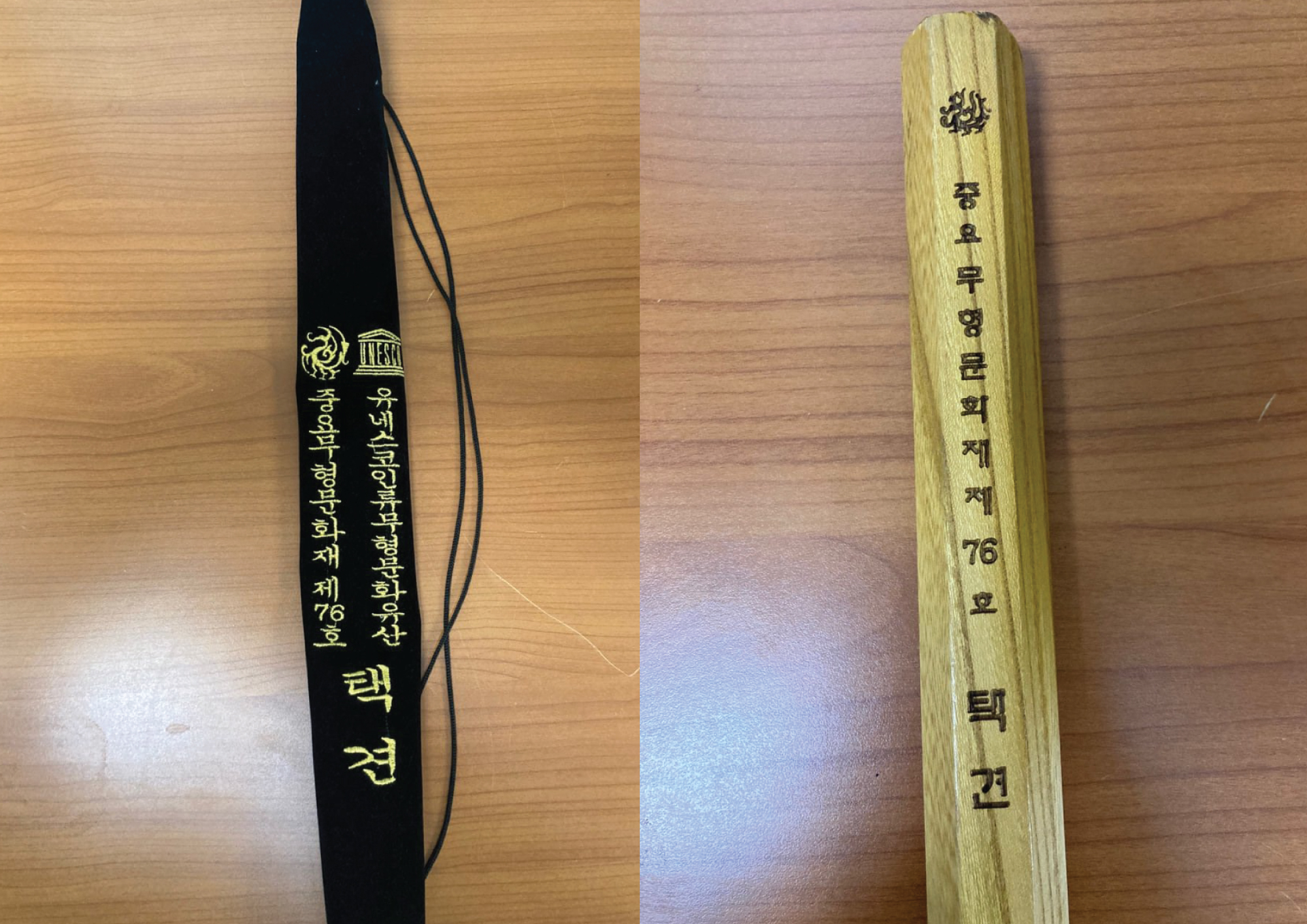
충주택견협회가 제작해 배급하는 육모방방이

택견 예능 보유자 정경화는 그의 스승인 신한승이 육모술을 창작했다고 주장하나, 실제 신한승이 육모술을 창작한 근거 자료가 공개된 적은 없다.
창작자가 누구이냐?를 떠나 충주시에서 진행되는 무형유산 발표 행사에서는 매년 '육모술'을 발표하고 있는데, 국가무형문화재 택견 발표해 택견과 관련이 없는 육모술이 계속해서 등장하는 것은 아이러니하다.
국가무형유산 택견 보유단체로 소개되며 매년 국가 예산을 지원받는 충주 택견단체가 육모술 도구(육모방망이)에 '중요무형문화재 제76호 택견', '유네스코 인류무형문화유산 택견' 이라고 인쇄해 보급, 전파하고 있으니,오해를 불러올 만하다.
실제 전국 청소년수련관, 복지센터 등에서 '육모술' 수업이 개설되는 경우가 있는데, 이때에도 육모술은 택견 '육모술'로 소개된다.

## 왜 육모술이 택견인 것처럼 소개하는가?
정확한 이유는 처음 육모술을 소개하고 매년 국가 무형유산 발표회에서 시연을 보이는 예능 보유자 정경화만이 알고 있을 것이다.
다만, 택견을 문화재로 보존하며 원형을 훼손하면 안된다 주장하는 충주 택견단체에서, 단체의 특성으로 인한 택견 보급의 한계를 느꼈을 것으로 추정해볼 수 있다.
초대 인간문화재인 신한승은 택견을 무형유산으로 지정받기 위해 송덕기로부터 전수 한 낱기술 동작을 모아 '본때 8마당' 이라는 동작을 만들기도 했다. 택견에 관한 사료는 조선시대 마지막 택견꾼 송덕기 한사람에 의해 전해졌는데, 국가유산청에서 요구하는 다양한 자료를 준비하는 데 큰 어려움이 있었다.
당시 충주 택견단체는 택견의 원형을 훼손하면 안 된다고 주장하며 타 택견단체의 존립을 부정하고 있었기 때문에, 이미 수련체계가 체계화된 타 무예종목과의 경쟁이 쉽지 않았을 것이다. 사람들의 관심을 끌면서도 택견과 어울리는 새로운 콘텐츠가 필요했을 것이다.